# Fondo OPEP para el Desarrollo Internacional
El Fondo OPEP para el Desarrollo Internacional (Fondo OPEP) es una institución multilateral de financiamiento para el desarrollo creada en 1976 por los Estados miembros de la Organización de Países Exportadores de Petróleo (OPEP). El Fondo OPEP fue establecido durante la Conferencia de Soberanos y jefes de Estado de los Estados miembros de la OPEP celebrada en Argel (Argelia) en marzo de 1975. En una declaración solemne de la Conferencia se reafirmaba la natural solidaridad que unía a los países de la OPEP con otros países en desarrollo en sus luchas por superar el subdesarrollo, y se instaba a adoptar medidas para fortalecer la cooperación entre esos países.
El Fondo OPEP tiene por objetivo el fortalecimiento de la cooperación financiera entre los Estados miembros de la OPEP y otros países en desarrollo mediante la asistencia financiera destinada a propiciar el desarrollo económico y social de estos últimos. La misión primordial de la Institución es el fomento de las alianzas Sur-Sur con otros países en desarrollo de todo el mundo, con el fin de erradicar la pobreza.  El Fondo OPEP tiene su Sede en Viena, Austria. El actual director general es el Dr. Abdulhamid Alkhalifa, de Arabia Saudita, quien asumió el cargo a partir del 1 de noviembre de 2018.

## Sede del Fondo OPEP

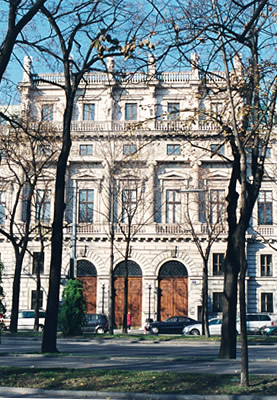
Sede del Fondo OPEP en Viena, Austria

La Sede del Fondo OPEP (ubicada en el primer distrito de Viena, en la Ringstraße) fue la residencia palaciega del archiduque austríaco Wilhelm Franz Karl. El palacio, construido entre 1864 y 1868 según el diseño arquitectónico de Theophil von Hansen, fue vendido en 1870 a la Orden Germánica de los Caballeros (Orden Teutónica), y utilizado como cuartel general del Gran Maestro, el último de los cuales fue el archiduque Eugen. A partir de 1894 fue el palacio del Gran Maestro y del Maestro Germánico, y tomó el nombre de Palais Erzherzog Wilhelm. En 1938, tras la disolución de la Orden Germánica de los Caballeros, el edificio fue confiscado por la Alemania nacionalsocialista (nazi), y en 1942 se entregó a las autoridades policiales. Entre 1945 y 1975 sirvió de cuartel general a la policía de Viena. Después de un interregno, el edificio pasó a propiedad del Fondo OPEP.

## Historia
Tras la Primera Cumbre de la OPEP celebrada en Argel (Argelia) en 1975, los Estados miembros manifestaron su compromiso de prestar asistencia a los países en desarrollo mediante un mecanismo de financiamiento colectivo. Consiguientemente, en 1976, los ministros de finanzas de los Estados miembros se reunieron y establecieron el Fondo Especial de la OPEP, por medio del cual los Estados miembros canalizarían la ayuda a los países en desarrollo. El Fondo Especial comenzó a funcionar en 1976 con una dotación inicial de recursos de unos US$ 800 millones. Para el final de 1977 había otorgado 71 préstamos a 58 países en desarrollo y había canalizado donaciones de sus Estados miembros a otras instituciones de ayuda al desarrollo, entre ellas el Fondo Fiduciario del Fondo Monetario Internacional (FMI) y el Fondo Internacional de Desarrollo Agrícola (FIDA). 
En 1980, en vista del fructífero funcionamiento del Fondo Especial, los Estados miembros decidieron convertir ese mecanismo temporal en una entidad jurídica permanente llamada El Fondo OPEP para el Desarrollo Internacional; en mayo de 1980, la nueva institución se transformó en un organismo internacional permanente de ayuda al desarrollo.

## Estados miembros
El Fondo OPEP cuenta con 12 Estados miembros:
- Arabia Saudita
- Argelia
- Ecuador
- Emiratos Árabes Unidos
- Gabón
- Indonesia
- Irak
- Irán (R.I.)
- Kuwait
- Libia
- Nigeria
- Venezuela (República Bolivariana de)

## Los medios
El Fondo OPEP presta asistencia financiera por diversos medios, y la distribución entre los diferentes tipos de ayuda varía con el tiempo en función de la evolución de las condiciones y las necesidades en los países beneficiarios. Los métodos de financiamiento incluyen:
- Suministro de ayuda financiera en forma de préstamos en condiciones muy favorables, destinados a proyectos y programas de desarrollo, asistencia a la balanza de pagos y financiamiento de operaciones comerciales.

- Financiamiento de actividades del sector privado de países en desarrollo.

- Otorgamiento de donaciones para apoyar programas de asistencia técnica y ayuda alimentaria, investigación y actividades similares y operaciones de ayuda humanitaria de emergencia.

- Representación de los Estados miembros de la OPEP ante los medios financieros internacionales cuando se estime apropiada la adopción de medidas conjuntas.

- Contribución a los recursos de otras instituciones de desarrollo cuyos trabajos benefician a países en desarrollo.

## Los recursos
Los recursos del Fondo OPEP provienen de las contribuciones voluntarias de los Estados miembros de la OPEP y de las reservas acumuladas derivadas de diversas operaciones de la Institución. En junio de 2011, la máxima autoridad de la Institución, el Consejo de Ministros, aprobó una reposición de US$ 1000 millones como respuesta directa a las crecientes necesidades de los países en desarrollo y a las consecuencias negativas de la crisis financiera en sus economías.

## Los beneficiarios
En principio, todos los países en desarrollo pueden acceder a la asistencia del Fondo OPEP, si bien se otorga la máxima prioridad a los países menos desarrollados que, por consiguiente, se han beneficiado con más de la mitad de los compromisos acumulados de la Institución hasta la fecha. También pueden recibir asistencia del Fondo OPEP las instituciones internacionales cuyas actividades benefician a los países en desarrollo. Los Estados miembros del Fondo OPEP están excluidos de esa asistencia, excepto en casos de socorro ante desastres, o en el contexto de un programa regional. A lo largo de los años, el Fondo OPEP ha extendido su presencia a 135 países

## Operaciones
Áreas principales:
- Agricultura: El financiamiento ha contribuido a impulsar la agricultura y la ganadería, y ha permitido mejorar la infraestructura rural, en particular los sistemas de riego y las instalaciones de almacenamiento de forraje para el ganado. También se ha prestado ayudado para promover la investigación agrícola.

- Educación: El financiamiento del Fondo OPEP ha ayudado a construir y rehabilitar escuelas, adquirir equipo y material didáctico e impartir capacitación docente. Además, la Institución ha patrocinado la asistencia de participantes de países en desarrollo a diferentes conferencias y talleres.

- Energía: Asociado principal en la Iniciativa de Energía Sostenible para Todos (SEforALL), el Fondo OPEP ha apoyado proyectos energéticos que van desde obras de infraestructura y suministro de equipo, hasta actividades de investigación y creación de capacidad.

- Finanzas: El apoyo a este sector consistió principalmente en la canalización del financiamiento a microempresas y pequeñas y medianas empresas, por conducto de intermediarios financieros tales como bancos de desarrollo nacionales y regionales, bancos comerciales y empresas de arrendamiento financiero.

- Salud: La asistencia prestada en este sector respaldó la construcción y modernización de hospitales, dispensarios y otra infraestructura. También se apoyaron actividades de creación de capacidad y programas de atención primaria de salud. Asimismo, el Fondo OPEP ha sido un asociado activo en la lucha mundial contra el VIH/sida a través de un programa especial de donaciones.

- Industria: El financiamiento del Fondo OPEP ha beneficiado a todos los subsectores, incluidos los de materiales de construcción, acero, fertilizantes y productos químicos.

- Multisectorial: Este sector incluye emprendimientos transversales que abarcan más de un sector y suelen prestar apoyo a las actividades de fondos de inversión social cuyos proyectos están generalmente orientados por la demanda local y conllevan un fuerte elemento de participación comunitaria.

- Telecomunicaciones: La mayor parte del financiamiento en este sector se otorgó en el marco del Mecanismo de Financiamiento para el Sector Privado del Fondo OPEP, con el fin de apoyar a operadores de telefonía móvil en África y Asia.

- Transporte: El apoyo del Fondo OPEP a este sector ha sido sistemáticamente alto, y abarcó desde la construcción y rehabilitación de carreteras, puertos y aeropuertos, hasta ferrocarriles, vías de navegación interiores y transporte colectivo urbano.

- Agua y saneamiento: El Fondo OPEP ha cofinanciado una amplia gama de operaciones destinadas a proporcionar agua potable y sistemas de saneamiento seguros. Esas operaciones abarcaron desde grandes proyectos relativos a sistemas de almacenamiento, tratamiento y distribución de agua, hasta la instalación de bombas en los pueblos y letrinas en las escuelas, así como programas para optimizar el uso del agua en regiones áridas.

## Iniciativa de Energía para los Pobres
La Iniciativa de Energía para los Pobres establecida por el Fondo OPEP surgió de la solemne Declaración de la Tercera Reunión Cumbre de la OPEP, celebrada en Riad en noviembre de 2007. La Declaración pedía la erradicación total de la pobreza energética como una prioridad mundial, e instaba al Fondo OPEP a intensificar sus esfuerzos en apoyo de ese objetivo. En junio de 2008, el Rey Abdalá bin Abdelaziz al-Saud puso en marcha esta Iniciativa que, ulteriormente, el Fondo OPEP adoptó como su programa insignia.
Desde 2008, el Fondo OPEP trabaja incansablemente para que la pobreza energética ocupe un lugar prominente en el programa internacional, y esos esfuerzos consiguieron que la erradicación de la pobreza energética se aceptara universalmente como el Objetivo de Desarrollo del Milenio “faltante”.
En junio de 2012, los Estados miembros del Fondo OPEP formularon una Declaración Ministerial sobre pobreza energética[19] , y destinaron un fondo rotatorio mínimo de US$ 1000 millones para financiar la Iniciativa de Energía para los Pobres. Consiguientemente, el Fondo OPEP está aumentando el volumen de sus operaciones en el sector energético, en colaboración con todas las partes interesadas pertinentes.

## El Fondo OPEP y la iniciativa de Energía Sostenible para Todos (SEforALL) de las Naciones Unidas
Debido a sus notables trabajos de promoción, el Fondo OPEP es un asociado fundamental en la iniciativa SEforALL, cuyos tres objetivos para el año 2030 son: lograr el acceso universal a la energía sostenible, duplicar la eficiencia energética, y duplicar la proporción de energía renovable. El Fondo OPEP considera que su propia Iniciativa de Energía para los Pobres es complementaria de los objetivos de SEforALL. En 2011 se invitó al director general del Fondo OPEP Suleiman Jasir Al-Herbish a participar en el Grupo de Alto Nivel sobre la Iniciativa SEforALL, establecido por el secretario general de las Naciones Unidas con el mandato de elaborar el programa de acción que se presentó en 2012 en la Cumbre Río+20. 

## Mecanismos Financieros
Operaciones en ámbito del sector público
Los préstamos para el sector público son el pilar central de las operaciones del Fondo OPEP y representan más de las dos terceras partes de todos los compromisos acumulados. A través de este mecanismo, las operaciones se realizan en colaboración directa con los gobiernos de los países asociados, con el fin de apoyar sus estrategias nacionales de desarrollo. Los préstamos del Fondo OPEP al sector público se otorgan en condiciones muy favorables, con bajos tipos de interés y largos plazos de reembolso. Las condiciones de los préstamos se basan en diversos factores, entre ellos el ingreso nacional bruto per cápita de cada país asociado. La contribución del Fondo OPEP a la Iniciativa en favor de los países pobres muy endeudados(PPME) también se incluye entre sus operaciones en el sector público.
Operaciones en el ámbito del sector privado
El Mecanismo de Financiamiento para el Sector Privado[21]  se estableció en 1998 en respuesta a la creciente demanda de los países asociados para realizar inversiones en el sector privado, que se aprecia cada vez más como el motor del crecimiento económico y social. El Mecanismo es un medio de financiamiento orientado al mercado, que responde a la demanda de financiamiento en los países en desarrollo con miras a apoyar sus estrategias de crecimiento del sector privado. El MFSP procura promover el desarrollo económico mediante el fomento del crecimiento de la empresa privada productiva en los países en desarrollo y el apoyo a la expansión de los mercados de capital locales. Las intervenciones eficaces estimulan el crecimiento económico a través de la creación de empleo y la generación de ingresos y, consiguientemente, la reducción de la pobreza.
Mecanismo de Financiamiento del Comercio
El Mecanismo de Financiamiento del Comercio (MFC) del Fondo OPEP se estableció en 2006 con el fin de ampliar los medios de que dispone la Institución  para aliviar la pobreza y promover el desarrollo económico. Es un mecanismo adicional diferente, destinado a apoyar a los países en desarrollo que reúnen los requisitos en sus empeños por alcanzar el crecimiento y la prosperidad. El MFC procura realizar operaciones sólidas desde el punto de vista del desarrollo, el medio ambiente y el progreso social, aplicando principios de crédito compatibles con las prácticas habituales y estableciendo metas de rentabilidad razonables basadas en el mercado. El financiamiento en el marco del MFC se ha utilizado en apoyo de una amplia gama de operaciones de importación y exportación de bienes de sectores, incluidos los de petróleo, algodón, acero, productos alimentarios estratégicos, ropa y equipos.
Donaciones

Las donaciones se otorgan mayormente en función del tipo de proyecto y sus resultados previstos, el número de beneficiarios, y la situación socioeconómica del país receptor. El Programa de Donaciones incluye los subprogramas siguientes: 
- Asistencia técnica: las donaciones se otorgan con el fin de apoyar proyectos nacionales y regionales de desarrollo que fomentan el desarrollo sostenible y la reducción de la pobreza. Esto abarca una amplia gama de sectores del desarrollo y, en ese contexto, se otorga la máxima prioridad a las mujeres y los niños.

- Investigación y actividades intelectuales similares: este subprograma respalda actividades que amplían la cooperación Sur-Sur y Norte-Sur, especialmente en lo concerniente al intercambio de conocimientos especializados y el fortalecimiento de la capacidad, incluido el desarrollo de los recursos humanos.

- Operaciones de ayuda de emergencia: estas donaciones permiten prestar ayuda de emergencia con el fin de contribuir a mitigar el sufrimiento de las víctimas de catástrofes, incluso en los Estados miembros del Fondo OPEP. La ayuda se canaliza por conducto de organismos de socorro especializados.

- Programa sanitario especial: el Fondo OPEP ha sido un asociado activo en la lucha mundial contra el VIH/sida desde 2002, pero en la actualidad su enfoque ha cambiado para incorporar otras enfermedades prevenibles, tales como la tuberculosis, el paludismo y las enfermedades transmitidas por el agua. También  se respaldan actividades relativas a enfermedades no transmisibles, entre ellas el cáncer, la diabetes y las cardiopatías, cuya prevalencia es mayor en los países en desarrollo.

- Programa de donaciones para Palestina: este programa presta apoyo a intervenciones de desarrollo sostenible en la Ribera Occidental y la Franja de Gaza, así como a trabajos de ayuda humanitaria en situaciones de crisis. También procura satisfacer las necesidades en los campamentos de refugiados establecidos en países vecinos.

- Pobreza energética: la cartera de energía presta apoyo a la Iniciativa de Energía para los Pobres, la iniciativa insignia del Fondo OPEP, y se centra en el suministro de soluciones innovadoras a pequeña y mediana escala para superar la pobreza energética, principalmente en comunidades rurales que no están conectadas a la red de electricidad.

## Contribuciones a otras organizaciones[12]
Fondo Común para los Productos Básicos (Fondo Común) El Fondo Común para los Productos Básicos (Fondo Común) es una institución financiera intergubernamental autónoma establecida en el marco de las Naciones Unidas. Desde 1981 el Fondo OPEP ha apoyado al Fondo Común y, en ese contexto, puso a disposición de esa institución un total de US$ 83,6 millones. La Primera Cuenta, de US$ 37,2 millones permitió a 38 países menos adelantados completar sus suscripciones al capital aportado a la Primera Cuenta del Fondo Común. Para el final de 2014 el Fondo OPEP había concertado acuerdos con 37 de esos países.
En el marco del apoyo financiero y en el contexto de la Segunda Cuenta, que totaliza US$ 46,4 millones, se comprometieron US$ 37,9 millones para apoyar 57 proyectos relativos a productos básicos en 52 países; 32 en África, 14 en Asia y 6 en América Latina. Los proyectos que reúnen las condiciones para recibir apoyo financiero se centran en los productos básicos y abarcan la cadena de valor, desde la producción hasta el consumo, en beneficio de los sectores más pobres.
Fondo Internacional de Desarrollo Agrícola (FIDA) El Fondo OPEP desempeñó un importante papel en la creación del FIDA, a la que destinó $861,1 millones aportados por los Estados miembros de la OPEP al capital inicial de esa institución y a la primera reposición. Los Estados miembros de la OPEP han brindado su apoyo firme al FIDA desde su creación, mediante aportaciones a las reposiciones adicionales de sus recursos. Además, el Fondo OPEP ha aportado otros US$ 20 millones de sus propios recursos, como contribución especial al FIDA.
Fondo Fiduciario del Fondo Monetario Internacional (FMI)
También por intermedio del Fondo OPEP, varios de sus Estados miembros transfirieron recursos financieros por valor de $110 millones al Fondo Fiduciario establecido en mayo de 1976 y administrado por el FMI. Esos recursos, que representan las utilidades obtenidas por siete Estados miembros de la OPEP mediante la venta de oro que el FMI tenía en su nombre, se destinaron a prestar asistencia, en condiciones muy favorables, a la balanza de pagos de países de bajos ingresos que eran miembros del FMI y reunían los requisitos.